# Othenio Abel

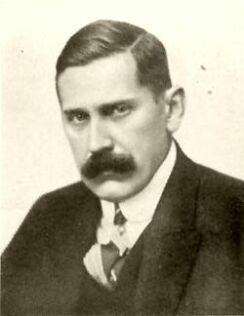
Othenio Abel

Othenio Lothar Abel (n. 1875 - d. 1946) a fost un paleontolog austriac, profesor universitar la Göttingen și Viena, promotor al paleobiologiei. A pus bazele reconstituirii ecologiei tipurilor fosile. În 1935, Othenio Abel a fost ales membru al Academiei Leopoldine. 